# Горчаков, Алексей Иванович
Князь Алексе́й Ива́нович Горчако́в (1769—1817) — русский военачальник из рода Горчаковых, племянник и ученик А. В. Суворова, военный министр в 1812—1815 годах; сенатор. Брат генерала Андрея Горчакова.

## Биография
Алексей Горчаков был сыном князя Ивана Романовича Горчакова и сестры А. В. Суворова Анны.
Поступив в армию в 1786 году, служил под началом своего дяди в русско-турецкой войне. Отличился в 1789 году под Аккерманом и Бендерами; награждён 14 июня 1789 года орденом Святого Георгия 4-го класса № 299:
За отличную храбрость, оказанную при атаке крепости Очакова»
В исходе 1789 г., князь Потемкин расхваливал государыне адъютанта своего князя Алексея Ивановича Горчакова, с намерением удалить от двора Зубова, возведеннаго графом Николаем Ивановичем Салтыковым, и котораго Таврический не любил. Она не знала Горчакова и захотела увидеть. Потемкин прислал его во дворец с картиной. Екатерина, рассмотревши со вниманием, сказала: «Картина не дурна, но не имеет экспрессии».
В 1790 году он был назначен полковником Азовского полка, через два года участвовал в польской войне, а семь лет спустя находился в швейцарской армии Римского-Корсакова, участвовал и в войне с Наполеоном в Польше в 1806—1807 гг., в том числе в сражении при Гейльсберге. Награждён 22 августа 1807 года орденом Святого Георгия 3-го класса № 167:
в воздаяние отличнаго мужества и храбрости, оказанных в сражении 24-го мая против французских войск, где, командуя отдельным корпусом, благоразумными распоряжениями явил доказательство опытности и военных познаний, соединённых с отличною неустрашимостию, с коею, атаковав неприятеля при Глотау, опрокинул две колонны, овладел лагерем и Гутштатом и взял в плен 11 офицеров и 462 нижних чина
Командовал 17-й пехотной дивизией, пока его не сменил в войне со шведами Н. М. Каменский. Вигель писал про Горчакова: «человек добрый, весьма простой, который, будучи племянником Суворова, почитал обязанностию подражать ему в странностях и только что передразнивал его».
Горчаков многократно обвинялся в кражах и хищениях, однако во всех случаях был оправдан. По старшинству чина он заменил Барклая де Толли на посту военного министра в августе 1812 года. В 1815 году комиссия снова обнаружила хищения и злоупотребления и в декабре 1815 года Горчаков был снят с поста военного министра. Фактов злоупотреблений было обнаружено много: многократные заключения договоров на поставку в армию продовольствия по чрезмерно завышенным ценам, заключение нескольких подрядов на одну поставку, выдача подрядчику для выпечки хлеба зерна из армейских провиантских магазинов, хотя по условиям подряда тот обязался приобрести зерно самостоятельно и закупка зерна была оплачена. Расследование затянулось, затем Горчаков сумел получить у императора разрешение на отъезд за границу на лечение, хотя подследственным обычно такое не дозволялось.
В 1817 году уволен в отставку.
Умер за границей. Погребён в Санкт-Петербурге на Лазаревском кладбище Александро-Невской лавры. Уже после его смерти, в 1827 году дело было закрыто. Повелением нового императора Николая I, издержки злоупотреблений Горчакова были покрыты за счет казны.

## Награды
Российские:
- Орден Святого Владимира 4-й степени с бантом (28 июня 1792)
- Орден Святого Георгия 4-го класса (14 апреля 1789)
- Орден Святой Анны 1-й степени (18 февраля 1797)
- Орден Святого Александра Невского (29 декабря 1799)
- Орден Святого Георгия 3-го класса (22 августа 1807)
- Орден Святого Владимира 2-й степени (20 мая 1808)[7]
- Орден Святого Владимира 1-й степени (15 апреля 1813)[8]
- Золотая шпага «За храбрость»[8]

Иностранные:
- Австрийский Военный орден Марии Терезии, командорский крест
- Прусский Орден Красного орла (1795)[9]
- Прусский Орден Чёрного орла (1807)[10]
- Сардинский Орден Святых Маврикия и Лазаря, малый крест (итал. Cavaliere di Grazia e Cavaliere di Giustizia)
- Баварский Орден Святого Губерта
- Баварский Орден Золотого льва

## Семья
Женат на княжне Варваре Юрьевне Долгоруковой (1778—1828), дочери князя Юрия Владимировича Долгорукова и Екатерины Александровны, урождённой графини Бутурлиной (ум. 1811). У них дочь
- Лидия (1807—1826) — супруга графа Василия Алексеевича Бобринского. Была большой любительницей музыки, хорошо пела и сочиняла вокальные миниатюры и танцы для фортепиано. Будучи слабого здоровья была направлена врачами для излечение в Швейцарию, где и скончалась.

Вскоре после рождения дочери супруги разъехались. «Хотя и жил он розно со своею женою, Варварой Юрьевной, урождённой княжной Долгоруковой, но, по ней будучи племянником Н. И. Салтыкова, на старика также имел большое влияние» (Вигель).

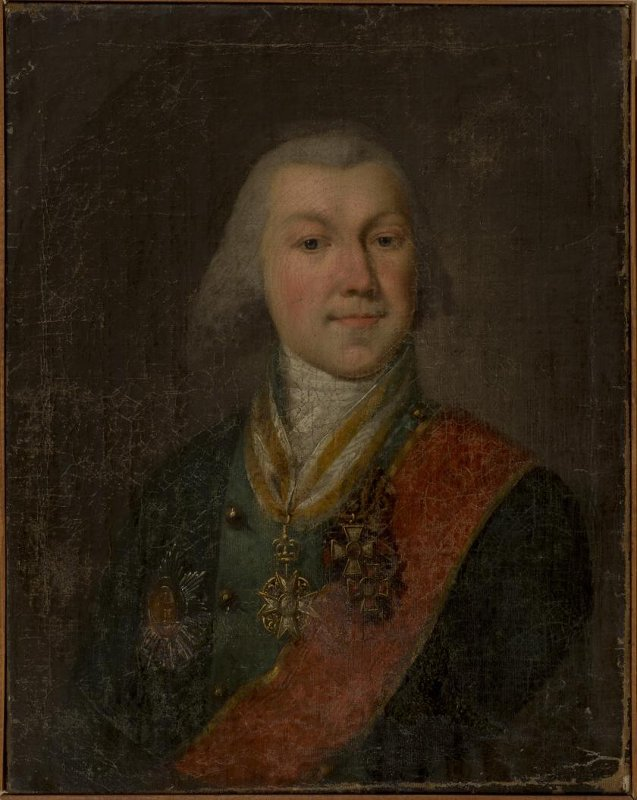
Портрет работы Иоганна Лампи Старшего, 1801 г.
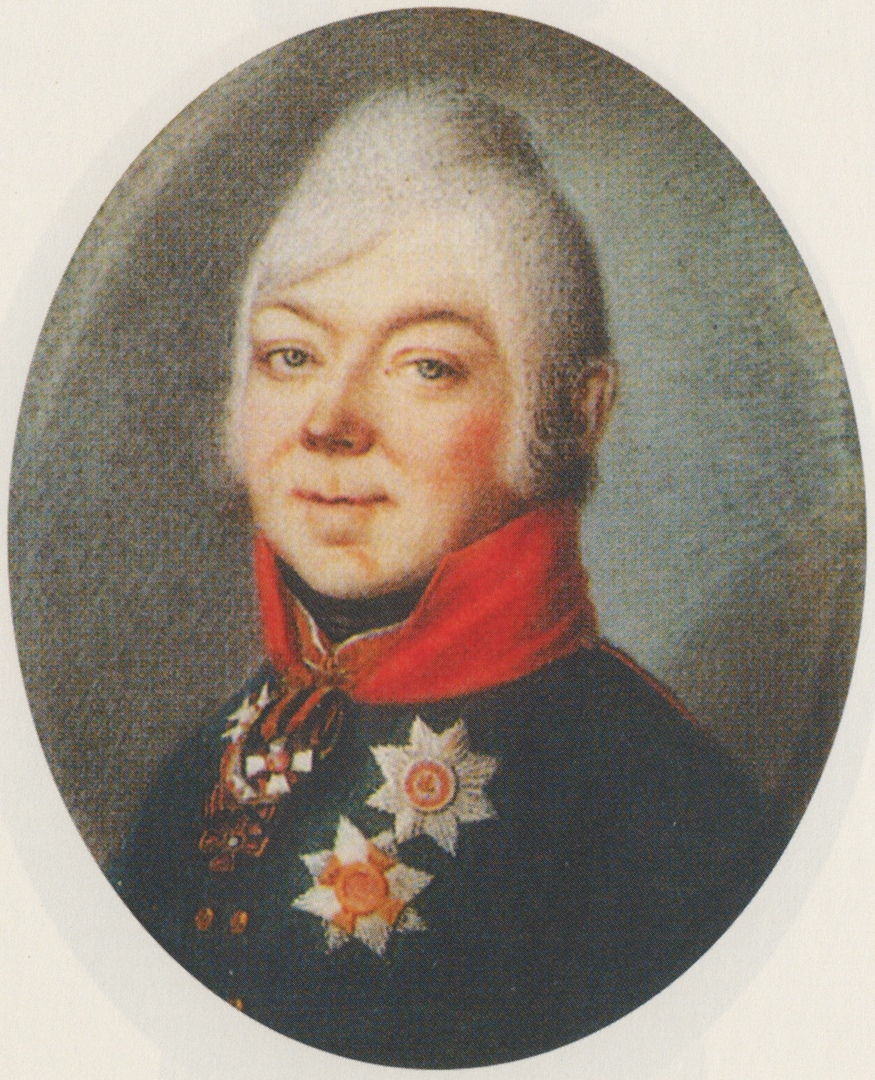
Портрет работы Генри Адама, 1801 г.
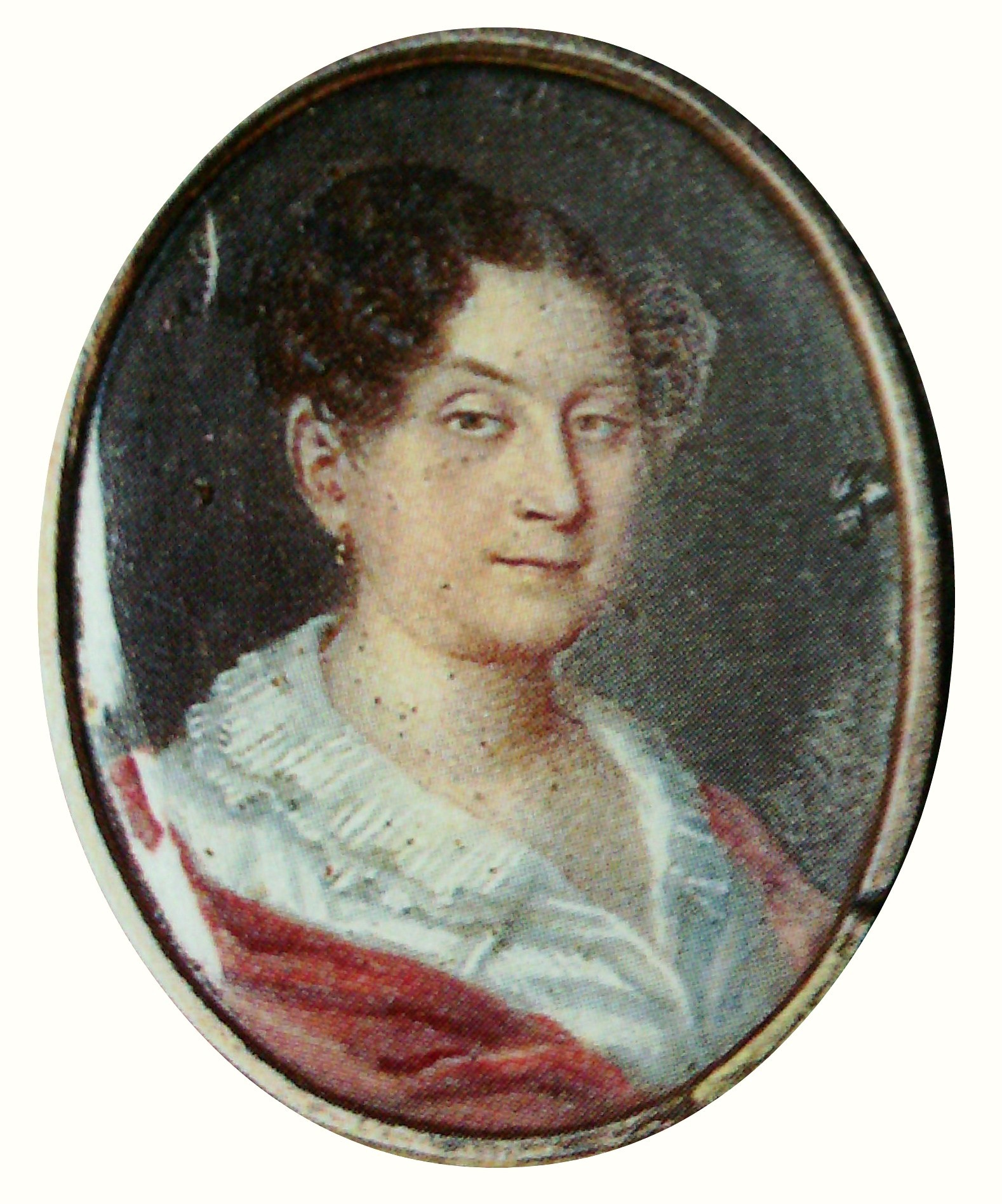
Варвара Юрьевна Долгорукова, жена
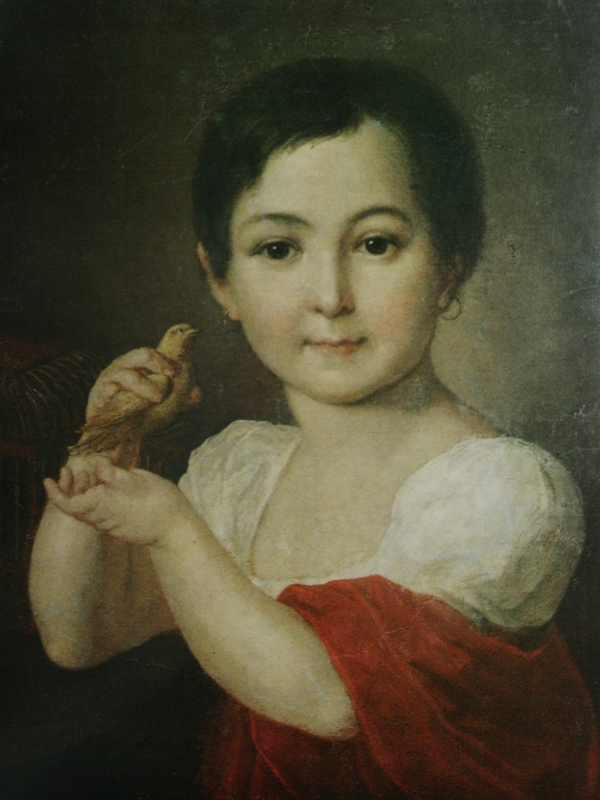
Лидия Алексеевна Горчакова на портрете В. А. Тропинина

## Образ в кино
- «Суворов» (1941) — актёр Александр Смирнов